# Joe Dallesandro
Joseph Angelo D'Allesandro III (Flórida, 31 de dezembro de 1948), mais conhecido como Joe Dallesandro, é um ator e modelo ítalo-americano. Ele é mais conhecido por estrela vários filmes underground como uma das superestrelas de Warhol.

## Carreira
Astro do famoso artista pop Andy Warhol, Joe Dallesandro foi descoberto por Warhol e tornou-se a estrela de muitos de seus filmes e sessões fotográficas. Dallesandro alcançou notoriedade junto ao público por sua marcante beleza física, pelas frequentes aparições nu em filmes e fotografias, além de sua bissexualidade abertamente assumida.
Além de seu trabalho com Andy Warhol e Paul Morrissey, Dalessandro atuou em produções de diversos cineastas renomados dos Estados Unidos e da Europa, como John Ford, Blake Edwards, Louis Malle, Serge Gainsbourg, John Waters, Steven Soderbergh, Walerian Borowczyk, Jacques Rivette, Michael Apted, Francis Ford Coppola, Antonio Margheriti, Pasquale Squitieri, Vittorio Salerno, Marcello Andrei, Bitto Albertini, Giulio Berruti e Fernando Di Leo, entre outros.

## Filmografia
| Ano  | Título                             | Papel                   | Notas                                   |
| ---- | ---------------------------------- | ----------------------- | --------------------------------------- |
| 1967 | Four Stars                         | Lutador universitário   | Título alternativo: The 24 Hour Movie   |
| 1968 | San Diego Surf                     | Joe                     |                                         |
| 1968 | The Loves of Ondine                | Lutador universitário   | Continuação de Four Stars               |
| 1968 | Flesh                              |                         |                                         |
| 1968 | Lonesome Cowboys                   | Joe "Pequeno Joe"       | Título alternativo: Andy Warhol's Flesh |
| 1970 | Trash                              | Joe Smith               |                                         |
| 1972 | Heat                               | Joey Davis              |                                         |
| 1973 | Andy Warhol's Frankenstein         | Nicholas                |                                         |
| 1974 | Blood for Dracula                  | Mario Balato            |                                         |
| 1974 | The Gardener                       | Carl                    |                                         |
| 1975 | The Climber                        | Aldo                    |                                         |
| 1975 | Black Moon                         | Irmão da Lily           |                                         |
| 1975 | Savage Three                       | Ovidio Mainardi         |                                         |
| 1975 | Season for Assassins               | Pierrp Giaranaldi       |                                         |
| 1976 | Je t'aime moi non plus             | Krassky                 |                                         |
| 1976 | La Marge                           | Sigismond               |                                         |
| 1976 | Born Winner                        | Pericle                 |                                         |
| 1978 | Safari Rally                       | Joe Massi               |                                         |
| 1978 | Killer Nun                         | Dr. Patrick Roland      |                                         |
| 1980 | Madnes                             | Joe Brezzi              |                                         |
| 1981 | Merry-Go-Round                     | Ben                     |                                         |
| 1982 | Queen Lear                         | Joseph Kunz             |                                         |
| 1984 | The Cotton Club                    | Charlie "Lucky" Luciano |                                         |
| 1984 | Miami Vice                         | Vinnie DeMarco          |                                         |
| 1987 | Critical Condition                 | Stucky                  |                                         |
| 1988 | Sunset                             | "Dutch" Kieffer         |                                         |
| 1988 | Double Revenge                     | Joe Halsey              |                                         |
| 1989 | The Hollywood Detective            | Eddie Northcott         |                                         |
| 1990 | Almost an Angel                    |                         |                                         |
| 1990 | Cry-Baby                           | Sr. Hackett             |                                         |
| 1991 | Inside Out                         | Richard                 |                                         |
| 1991 | Wild Orchid II: Two Shades of Blue | Jules                   |                                         |
| 1992 | Guncrazy                           | Rooney                  |                                         |
| 1992 | Love Is Like That                  | The Boss                |                                         |
| 1994 | Sugar Hill                         | Tony Adamo              |                                         |
| 1995 | Theodore Rex                       | Rogan                   |                                         |
| 1998 | L.A. Without a Map                 | Michael                 |                                         |
| 1999 | The Limey                          | John                    | Creditado como Joe Dallessandro         |
| 2002 | Pacino Is Missing                  | Sal Colletti            |                                         |
| 2008 | 3 Stories About Evil               | Jean Maries             | Curta metragem                          |
| 2022 | Babylon                            | Charlie                 |                                         |

## Séries TV
| Ano  | Titulo         | Papel          | Notas                        |
| ---- | -------------- | -------------- | ---------------------------- |
| 1986 | Fortune Dane   | Toomy Nicautri | 5 episódios                  |
| 1987 | Miami Vice     | Vinnie DeMarco | Episódio: "One Eyed Jack"    |
| 1987 | Wiseguy        | Paul Patrice   | 5 episódios                  |
| 1988 | The Hitchhiker | Gerard         | Episódio: "Fashion Exchange" |
| 1990 | Matlock        | Bobby Boyd     | 2 episódios                  |